# Prix Karl-Pearson
Pour les articles homonymes, voir Pearson.
Le prix Karl Pearson est une distinction mathématique nommée d'après Karl Pearson (1857–1936), et décernée par l'International Statistical Institute depuis 2013.

## Conditions
Le prix récompense un article de recherche ou un livre publié durant les trois dernières décennies. Cette contribution doit avoir eu une profonde influence sur la théorie, la méthodologie ou la pratique statistiques, ou ses applications. Le prix est attribué tous les deux ans, remis à l'occasion du World Statistics Congress, doté d'un montant de 5 000 € et il est sponsorisé par Elsevier.
Le prix portait le nom du mathématicien britannique Karl Pearson (1857–19361), un des fondateurs de la statistique moderne. Il est renommé en Founders of Statistics Prize for Contemporary Research Contributions.

## Lauréats
- 2013 : Peter McCullagh et John Nelder, pour leur livre Generalized Linear Models publié en 1983.
- 2015 : Kung-Yee Liang et Scott Zeger, pour leur article « Longitudinal data analysis using generalized linear models » paru en 1986.
- 2017 : Roderick J. Little et Donald Rubin, pour leur livre Statistical Analysis With Missing Data publié en 1987.
- 2019 : Yoav Benjamini et Yosi  Hochberg, pour leur article « Controlling the false discovery rate: a practical and powerful approach to multiple testing » paru en 1989[2].
- 2021 : Robert Tibshirani.